# Giovanni Magli
Giovanni Magli (Barcellona Pozzo di Gotto, 27 juin 1884 -  Bari, 28 janvier 1969) est un général italien de la Seconde Guerre mondiale.

## Biographie
Général de division, Giovanni Magli commande les troupes d'occupation italiennes de la Corse en 1943. La Corse est alors occupée par environ 80 000 Italiens et 12 000 Allemands. 
Le 4 septembre, le général Magli reçoit la consigne, s'il est attaqué par les Allemands, de « jeter dehors » la brigade cuirassée SS Reichsführer. Cet ordre fait suite à l'armistice du 3 septembre entre Italiens et Alliés, mais celui-ci est encore gardé secret. 
Faute de précisions supplémentaires, la plus grande perplexité se répand dans le commandement italien. Pendant ce temps, les Allemands se renforcent à Bastia pour permettre l'évacuation en Corse de leurs troupes de Sardaigne et tentent de neutraliser les forces italiennes. Le général Magli s'y oppose et recherche un accord avec le général allemand Fridolin von Senger und Etterlin. 
Le 8 septembre, à l'annonce publique de l'armistice, les résistants corses déclenchent l'insurrection. Le général Magli reçoit un ultimatum de Paulin Colonna d'Istria le sommant de choisir son camp,. Après quelques hésitations, le général Magli choisira de se battre aux côtés des résistants et des renforts venus d'Afrique contre les Allemands. La libération de la Corse est finalement une victoire pour les alliés, au prix de près de 700 morts côté italien.